# EasyMock
EasyMock ist eine Programmbibliothek zum Erstellen von Mock-Objekten für Unit-Tests von Java-Programmen.
Im Unit-Test sollen einzelne Testobjekte (meist Klassen oder Methoden) isoliert von ihrer Umgebung getestet werden. Um einen vollständig isolierten Test zu erreichen, müssen die Schnittstellen, über die das zu testende Objekt auf seine Umgebung zugreift, durch Mock-Objekte ersetzt werden.
Die Mock-Objekte fungieren dabei als Platzhalter für die echten Objekte.

## Funktionalität
EasyMock ist die erste Programmbibliothek, die die dynamische Erzeugung von Mock-Objekten basierend auf deren Schnittstelle unterstützt. Es wurde erstmals auf der OOPSLA im Jahre 2001 vorgestellt.
Das Verhalten eines dynamischen Mock-Objekts wird nicht in einer eigenen Klasse programmiert, sondern vor dem Unit-Test aufgezeichnet.
Der Ansatz einer dynamischen Erzeugung von Mock-Objekten bietet einige Vorteile gegenüber der statischen Programmierung von Mock-Klassen und -Objekten.
- Es müssen keine Klassen von Hand geschrieben werden.
- Es muss kein Quellcode der Mock-Klassen mit denen der echten Klassen synchron gehalten werden.
- Dynamische Mock-Objekte sind sicherer gegenüber Refactoring

Zur Benutzung von EasyMock werden folgende Schritte durchlaufen:
1. Mock-Objekt von der Klasse bzw. Schnittstelle, die simuliert werden soll, erzeugen und dem zu testenden Objekt übergeben.
2. Erwartetes Verhalten aufzeichnen (basierend auf dem Fluent-Interface-Entwurfsmuster).
3. Mock-Objekt auf Wiedergabemodus (Replay) stellen.
4. Verifizieren (verify(mock)), ob das Mock-Objekt auch so benutzt wurde, wie in Schritt zwei spezifiziert.

## Typisches Beispiel
Durch einen Unit Test soll das Verhalten der Service Klasse KundeService verifiziert werden. Diese Klasse hat eine Referenz zu einer Hilfsklasse KundeDAO, welche die Kundendaten aus einer Datenbank liest. Das Data Access Object KundeDAO muss durch ein Mock-Objekt ersetzt werden, um die Klasse KundeService isoliert testen zu können.
Für den ersten Schritt wird die setUp()-Methode des JUnit-Tests überschrieben:
```
  
private
 
IKundeDAO
 
kundeDAOMock
;

  
private
 
KundeService
 
kundeService
;

  
@Before

  
protected
 
void
 
setUp
()
 
throws
 
Exception
 
{

    
super
.
setUp
();

    
//Schritt 1: Mock-Objekt erstellen

    
kundeDAOMock
 
=
 
EasyMock
.
createMock
(
IKundeDAO
.
class
);

    
// KundenService erzeugen

    
kundeService
 
=
 
new
 
KundeService
();

    
// KundenService mit Mock-Objekt versorgen

    
kundeService
.
setKundeDAO
(
kundeDAOMock
);

  
}

```

Die Schritte 2 und 3 werden in der Test-Methode ausgeführt:
```
  
@Test

  
public
 
void
 
testKundenLesen
()
 
{

    
//Schritt 2: Erwartetes Verhalten vom KundeDAO aufzeichnen

    
// erwartetes Ergebnis erstellen

    
List
<
Kunde
>
 
list
 
=
 
new
 
ArrayList
<
Kunde
>
();

    
list
.
add
(
new
 
Kunde
(
"Müller"
));

    
list
.
add
(
new
 
Kunde
(
"Meier"
));

    
// erwarteten Methodenaufruf am Mock-Objekt mit Ergebnis aufzeichnen

    
EasyMock
.
expect
(
kundeDAOMock
.
findAll
()).
andReturn
(
list
);

    
//Schritt 3: Aufnahme beendet!

    
EasyMock
.
replay
(
kundeDAOMock
);

    
//Eigentlichen Test durchführen

    
kundeService
.
leseAlleKunden
();

    
//Prüfen, dass alle erwarteten Methoden am Mock-Objekt aufgerufen wurden.

    
EasyMock
.
verify
(
kundeDAOMock
);

  
}

```

## Alternativen
Als Alternative zu EasyMock existieren die folgenden Programmbibliotheken, die ebenfalls das dynamische Erzeugen von Mock-Objekten erlauben:
- jMock
- Mockito
- PowerMock